# L'insulte
L'insulte (em língua árabe: قضية رقم ٢٣; no Brasil, O Insulto) é um filme de drama libanês de 2017 dirigido e escrito por Ziad Doueiri. Foi selecionado como representante de seu país ao Oscar de melhor filme estrangeiro em 2018.

## Elenco
- Adel Karam
- Kamel El Basha
- Camille Salameh
- Diamand Bou Abboud